# Dendromus nyikae
Dendromus nyikae là một loài động vật có vú trong họ Nesomyidae, bộ Gặm nhấm. Loài này được Wroughton mô tả năm 1909.